# Montgomery Scott
Montgomery Scott, eller "Scotty" är en rollfigur i TV-serien Star Trek och de filmer som handlade om den besättningen. Karaktären spelades av den bortgångne irländsk-kanadensiska skådespelaren James Montgomery Doohan. Scottys förnamn Montgomery valdes av Doohan själv, för att hedra sin morfar James Montgomery.
Han valdes för rollen som Enterprise chefstekniker för det andra Star Trek pilotavsnittet, "Where No Man Has Gone Before." Han prövade en rad olika dialekter för rollen, och beslöt sig till slut att använda en skotsk brytning, baserat på hans antagande att han tyckte skottar är de bästa teknikerna.
Scotty spelas av Simon Pegg i den av J.J. Abrams regisserade elfte Star Trek-filmen. Pegg spelade rollen igen i uppföljaren Star Trek Into Darkness (2013), också regisserad av Abrams.

## Medverkan

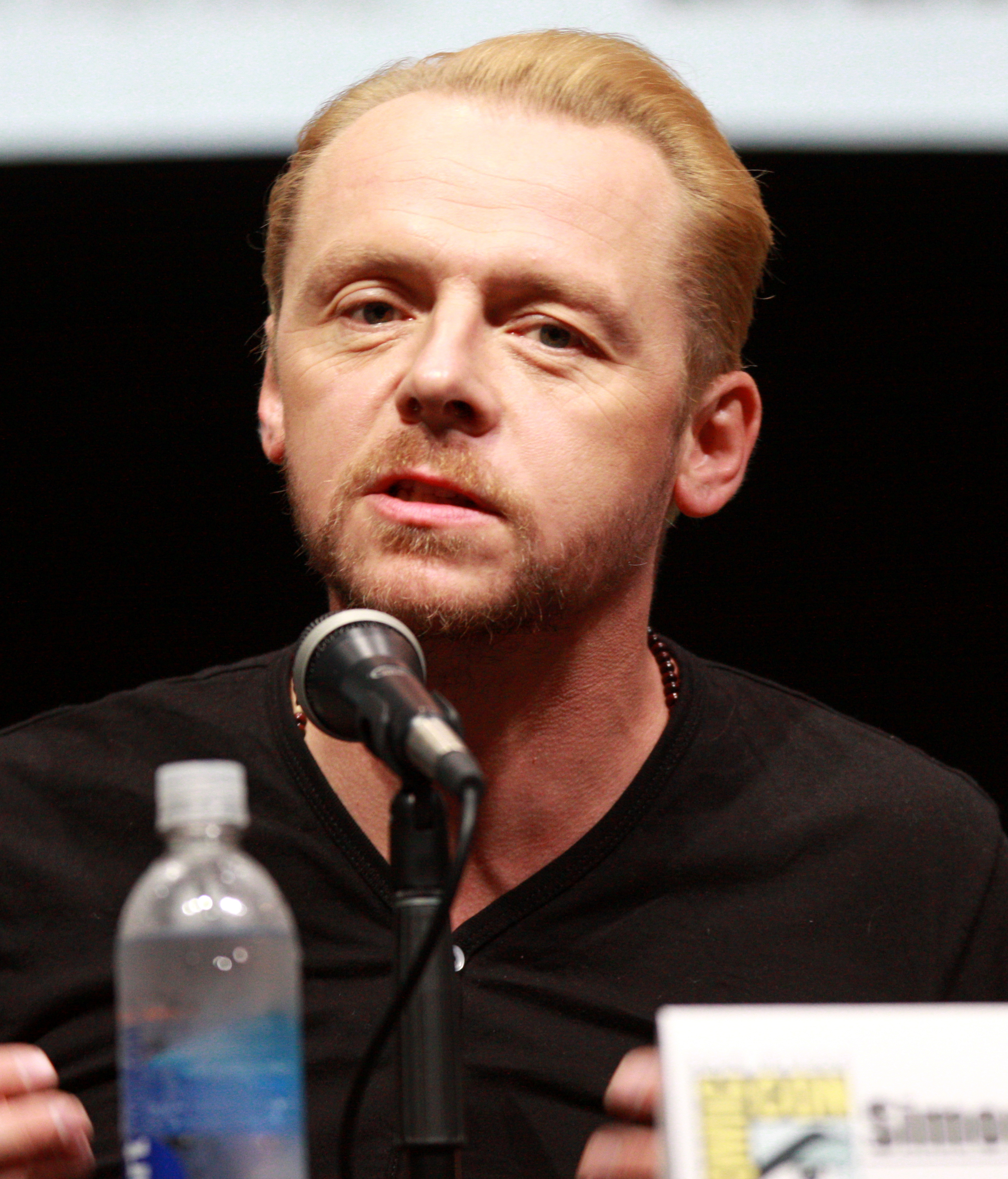
Simon Pegg spelade Scotty i filmen Star Trek från 2009 och dess uppföljare Into Darkness från 2013.

Scotty medverkar i följande serier och filmer:
Star Trek
Star Trek: The Animated Series
Star Trek filmer
- Star Trek: The Motion Picture
- Star Trek II: Khans vrede
- Star Trek III
- Star Trek IV: Resan hem
- Star Trek V: Den yttersta gränsen
- Star Trek VI: The Undiscovered Country
- Star Trek: Generations
- Star Trek
- Star Trek Into Darkness

Star Trek: The Next Generation
- "Relics"